# Montesson
Montesson is een Franse gemeente in het departement Yvelines. De gemeente telde 14.606 inwoners op 1 januari 2022. Montesson ligt op de rechteroever van de Seine in de agglomeratie van Parijs, op 15 km ten noordwesten van het centrum van Parijs.

## Geografie
De gemeente ligt in de Boucle de Montesson, een grote meander in de Seine, op de oostoever van de Seine.De onderstaande kaart toont de ligging van Montesson met de belangrijkste infrastructuur en aangrenzende gemeenten.

## Demografie
Onderstaande figuur toont het verloop van het inwonertal, bron: INSEE-tellingen. 